# Theodor Grau
Theodor Grau OFM (* 10. April 1886 in Kelheim als Karl Edmund Grau; † 3. Juli 1957 in München) war ein deutscher Franziskaner und Komponist.

## Leben
Karl Grau war der Sohn eines Goldschmieds aus Kelheim. Seine Gymnasialzeit verbrachte er in Regensburg und Landshut. Er trat in den Franziskanerorden ein und erhielt den Ordensnamen Theodor. Nach philosophisch-theologischen Studien an den Ordenshochschulen der Bayerischen Franziskanerprovinz in Bad Tölz und München empfing er 1911 im Freisinger Dom die Priesterweihe. Zwischen 1912 und 1921 war Grau in den Klöstern von Ingolstadt, Füssen, München und Landshut als Seelsorger tätig. Danach wurde er auf Empfehlung des Regensburger Domkapellmeisters Franz Xaver Engelhart Chordirektor von St. Anna in München. Die Kirchenmusiker Michael Haller und Peter Griesbacher rühmten seine musikalische Begabung. Grau nahm zwei Jahre lang privaten Kompositionsunterricht bei Gottfried Rüdinger (1886–1946). 1933 wurde er von München als Guardian und Chorregent nach Nürnberg versetzt, 1936 in gleicher Funktion nach Füssen. Danach war er Vikar im Franziskanerkloster bei der Wallfahrtskirche Maria Hilf in Amberg. 1942 kehrte er nach München in die Pfarrei St. Gabriel zurück, wo er bis zu seinem Tod als Chordirektor wirkte.
P. Theodor Grau hat an vielen Orten Bayerns als Komponist und Chordirigent wesentlich zur Hebung der Musikpflege im geistlichen und weltlichen Bereich beigetragen. Grau vertrat eine streng katholische Auffassung der Kirchenmusik, die für ihn volksnah und gemütsbetont sein sollte, und wandte sich strikt gegen modernistische Neuerungen. Er trat in Predigten als entschiedener Gegner des Nationalsozialismus auf; ein Konflikt mit dem Nürnberger Gauleiter Julius Streicher machte 1936 seine Versetzung nach Füssen nötig. Den Kommunismus sowie kirchenkritische Tendenzen in den Medien der Nachkriegszeit bekämpfte er gleichermaßen.

## Werke
Messen und Requiems
- Requiem op. 10
- Deutsche Kommunion-Messe op. 30a
- Eucharistische Singmesse op. 30b
- Franziskus-Messe op. 45
- Muttergottesmesse op. 51
- Requiem op. 52
- St. Gabrielsmesse op. 58
- Missa brevis II de Requiem op. 60
- Deutsche Marienmesse op. 66

Geistliche Lieder
- Fünfzehn deutsche Marienlieder op. 1
- Lauretanische Festlitanei op. 2
- Wundmale des hl. Franziskus und Bußlied op. 3
- Ave Maria und O salutaris op. 4
- Vota mea op. 5
- Mein Jesus komm zu mir op. 7
- Ave, pia Maria op. 8
- Miserere op. 9
- Psalm 120 op. 11
- Eucharistische Gesänge op. 12
- Drei Laudes et Gratiae op. 13
- Friede den Toten op. 14
- Lied zu den 14 hl. Nothelfern op. 16
- Zwei Marienlieder op. 17
- Missionskreuzlied op. 19
- Maria hilf op. 20
- Jesukindlein komm zu mir op. 21
- Drei Kreuzwegstationen op. 22
- Wallfahrtslied zu Unserer Lieben Frau von Roggenacker op. 23
- Terziarienliedersammlung op. 24
- Gebet und Vater unser op. 26
- St. Annalied op. 27
- Sieben eucharistische Gesänge op. 28
- Unserer lieben Frau op. 29
- Vier Pange lingua op. 31
- Zwei Weihnachtslieder op. 32
- Marianisches Kongregations-Weihelied op. 33
- Auferstehungslied und Osterchor op. 34
- Motetten in hon. B.P.N. Fransisci und Magnificabitur op. 35
- Unter deinem Schutz und Mantel op. 36
- Tu es Petrus op. 37
- Hymni Eucharistici op. 41
- Laudes Eucharistici op. 42
- Lauretanische Festlitanei op. 43
- Im Garten Unserer Lieben Frau op. 44
- Drei schlichte Begräbnislieder op. 46
- Lieder der Einkehr op. 47
- Prophetenklage und Gebet op. 48
- Einkleidungs- und Profeßgesänge op. 49
- Ave Maria und Danklied op. 50
- Ecce sacerdos op. 53
- 21 Pange lingua op. 54
- Motetten und Exspectans exspectavi op. 55
- Brautgesang und Brautschwur op. 56
- Drei Trauergesänge an Kriegergräbern op. 57
- Zwei St. Gabriel-Lieder und St. Michael-Lied op. 59
- Franziskus-Elisabeth-Klara-Rassolied op. 61
- Danklied und Preislied op. 62
- Zwei Marienlieder, Bitte an Maria und Marienlob op. 63
- Anima Christi op. 65

Weltliche Kompositionen
- Bayernhymne op. 6
- Bayernmarsch op. 15
- Vögleins Botschaft op. 18
- Kelheimer Heimatlied op. 38
- Wasserburger Heimatlied op. 39
- Mein Heimatdörfchen op. 40
- Patrona Bavariae Lied op. 64

Schriften
- Die Mai- und Herz-Jesu-Andacht in Gebet und Gesang. Andachtsbuch (Gebets- und Liedtexte) op. 25